# Play (album de Doug E. Fresh)
Pour les articles homonymes, voir Play.
Albums de Doug E. Fresh
Doin' What I Gotta Do
(1992) Greatest Hits, Vol. 1
(1996)
Singles
1. Freaks/I-ight
Sortie : 1994
2. Where's da Party At?
Sortie : 1995
3. Hands in the Air
Sortie : 1996

Play est le quatrième album studio de Doug E. Fresh, sorti le 26 septembre 1995.
L'album s'est classé 81e au Top R&B/Hip-Hop Albums.

## Liste des titres
| No  | Titre                        | Contient un (des) sample(s) de | Durée |
| --- | ---------------------------- | --- | ----- |
| 1.  | Where’s da Party At?         | | 4:25  |
| 2.  | It’s On                      | | 4:07  |
| 3.  | Take ’Em Uptown              | | 4:38  |
| 4.  | I-Ight                       | Eric B. Is President d'Eric B. & Rakim Gucci Time de Schoolly D | 4:45  |
| 5.  | The Original Old School!     | Hollywood's World de DJ Hollywood Get Up, Get Into It, Get Involved de James Brown Taken on Stage des Cold Crush Brothers Starski Live at the Disco Fever de Lovebug Starski Hihache du Lafayette Afro Rock Band Dance to the Drummer's Beat d'Herman Kelly & Life Keep Risin' to the Top de Doug E. Fresh Superappin' de Grandmaster Flash and The Furious Five 1981 / Other MC's des Cold Crush Brothers Black Steel in the Hour of Chaos de Public Enemy Flash to the Beat de Grandmaster Flash | 5:39  |
| 6.  | Freaks                       | | 3:08  |
| 7.  | Freak It Out!                | Brooklyn's in the House (Remix) de Cutmaster D.C. | 6:34  |
| 8.  | It’s Really Goin’ on in Here | | 6:51  |
| 9.  | Who’s Got All the Money?     | Lovin' You de Minnie Riperton | 3:55  |
| 10. | Get da Money                 | | 5:56  |
| 11. | Hands in the Air             | Blind Man Can See It de James Brown Leaving on a Jet Plane de Peter, Paul & Mary | 4:11  |
| 12. | Doug E. Got It Goin’ On      | Forget Me Nots de Patrice Rushen | 5:08  |
| 13. | Keep It Going                | | 3:28  |
| 14. | Breath of Fresh Air          | | 4:31  |